# Christoph Martin Burchard

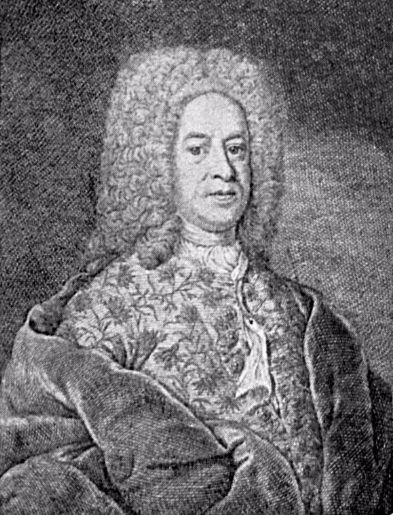
Christoph Martin Burchard

Christoph Martin Burchard, auch (latinisiert) Christophorus Martinus Burchardus (* 1. April 1680 in Kiel; † 14. Februar 1742 in Rostock) war ein deutscher Mediziner und Hochschullehrer.

## Leben
Christoph Martin Burchard war das 14. Kind des Theologen und Pastors an der Nikolaikirche Kiel Matthias Burchard († 1679) und dessen Frau Anna Katharine March († 1684), der Enkeltochter des Kieler Professors der Medizin Caspar March.
Burchard erhielt Unterricht bei Privatlehrern und besuchte die Kieler Stadtschule. Mit 12 Jahren kam er an die Erziehungsanstalt seines Onkels Georg Heinrich Burchard, der Probst des Konsistoriums in Segeberg und erster Prediger in Heiligenhafen war. Es folgte ein Medizinstudium an der Christian-Albrechts-Universität zu Kiel, hier besonders bei Günther Christoph Schelhammer. Weitere Studien führten ihn an sächsische Universitäten und nach Holland, wo er sich beim Anatomen Frederik Ruysch in Amsterdam aufhielt. Es folgte eine Bildungsreise nach Dänemark und Schweden, bevor er in Kiel nach erneuten Studien bei Schelhammer 1704 zum Lizenziat der Medizin promovierte.
1708 erfolgte in Kiel seine Berufung zum außerordentlichen Professor der Medizin. Im Juli 1716 wurde er in Kiel zum Dr. med. promoviert. Im September 1716 wurde er zum rätlichen Professor der Medizin an der Universität Rostock als Nachfolger des verstorbenen Wilhelm David Habermann und zugleich zum Rostocker Stadtphysikus ernannt. 1720 wechselte er als Stadtphysikus nach Tönning, kehrte jedoch bereits 1721 in seine vorherigen Positionen nach Rostock zurück. Daneben war er von 1740 bis 1742 Bibliothekar der Akademischen Bibliothek Rostock. Burchard hatte 1720, 1726, 1732 und 1738 die Funktion des Rektors der Universität inne.
Burchard war ab Ende 1715 mit Henrike Maria Schelhammer (1684–1720) verheiratet, der Tochter des obigen Kieler Professors und dessen Frau Maria Sophia Conring. Nach dem frühen Tod seiner Frau heiratete Burchard in zweiter Ehe im Februar 1721 in Tönning Katharina Burgund (1692–1740), Witwe des Tönninger Apothekers Michael Wassenberg (1679–1719) und Tochter des Tönninger Bürgermeisters Friedrich Gerbrand Burgund und dessen Frau Katharina Oven. Der ersten Ehe entstammte die Tochter Justine Margarethe Sophie. Kinder der zweiten Ehe waren die Söhne Julius Ludwig (1723–1771), Dr. und Senator in Rostock; Ernst Friedrich (1724–1749), Dr. med. in Rostock; Johann Gottlieb (1732–1785), Dr. jur. in Rostock; August Christian (* um 1737).